# Морозна усадка порід
Морозна усадка порід, кріогенна усадка порід (рос. морозная (криогенная) усадка пород, англ. frost rock contraction; нім. Frostschrumpfung f des Gesteins, kryogene Schrumpfung f des Gesteins) — скорочення лінійних розмірів порід при їх промерзанні за рахунок фазових змін води, що складає загальну вологість порід. Виявляється тільки в пухких піщано-глинистих породах.